# Worms 3D
Worms 3D ist ein 3D-Artillery-Spiel aus der von Team17 entwickelten Worms-Reihe.

## Spielprinzip
Das Gameplay selbst ist gegenüber seinen Vorgängern größtenteils unverändert, mit Ausnahme der dreidimensionalen Ansicht, die dem Spieler mehr Freiheit und mehr Möglichkeiten bietet, die anstehende Aufgabe zu erfüllen. Modi wie Kampagne und Quick Match kehren aus früheren Spielen zurück. Das Spiel bietet auch eine Multiplayer-Funktion sowie die Möglichkeit, Teams zu bearbeiten und zu erstellen. Das Ziel der meisten Spiele ist es, die Würmer der gegnerischen Streitkräfte zu eliminieren, während der Kampagnenmodus dem Spieler bestimmte Ziele vorgibt, die er erfüllen muss. Die Kampagne besteht aus 35 kleinen Missionen, in denen der Spieler seine Würmer einsetzen muss, um eine bestimmte Aufgabe zu erfüllen, wie z. B. feindliche Würmer zu zerstören, eine bestimmte Kiste zu sammeln, oder sogar einzigartige Missionen, wie z. B. 16 versteckte Landminen in einer bestimmten Zeit zur Detonation zu bringen. Alle Missionen geben Belohnungen, je nachdem, wie gut der Spieler abschneidet. Goldmedaillen schalten normalerweise Boni frei, wie zum Beispiel Karten, Herausforderungsmissionen.

## Entwicklung
Das Spiel wurde 2002 von Team17 als Worms 3 angekündigt und sollte ursprünglich von Activision veröffentlicht werden. Im Jahr 2003 wurde der Name in Worms 3D geändert. Später wurde bekannt gegeben, dass Sega das Spiel in Europa veröffentlichen würde. Das Spiel erschien zunächst in Europa am 31. Oktober 2003 für die GameCube, Microsoft Windows, PlayStation 2 und Xbox. In den Vereinigten Staaten kam das Spiel am 11. März 2004.

## Rezeption
Die Xbox-, PC- und PlayStation-2-Versionen von Worms 3D erhielten gemischte Kritiken, während die GameCube-Version positive Wertungen erhielt. Die Kritiker lobten die Grafik und den Sound. Trotzdem kritisierten die meisten Kritiker das 3D-Kamerasystem.